# Nain (Terre du Milieu)
Pour les articles homonymes, voir Nain.

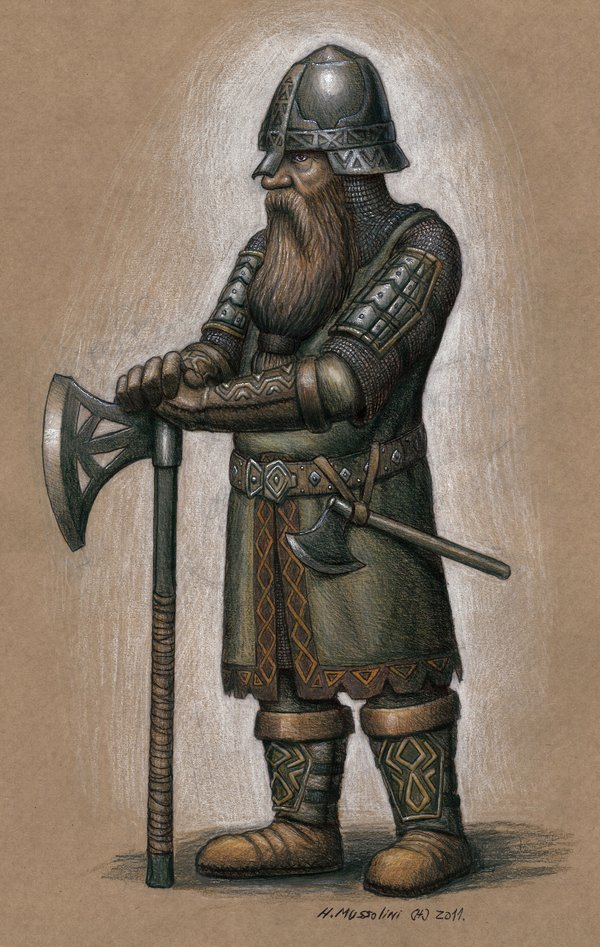
Représentation d'un nain.

Les Nains (Dwarves en anglais) sont une des races douées de la parole dans l'univers de la Terre du Milieu inventé par J. R. R. Tolkien. Ce sont des créatures robustes de petite taille, qui se distinguent par leurs talents de forgerons, de mineurs et de bâtisseurs. Ils sont moins en évidence dans les récits que les Hommes et les Elfes, et s'opposent souvent à ces derniers, parfois avec violence.

## Histoire interne

### Caractéristiques

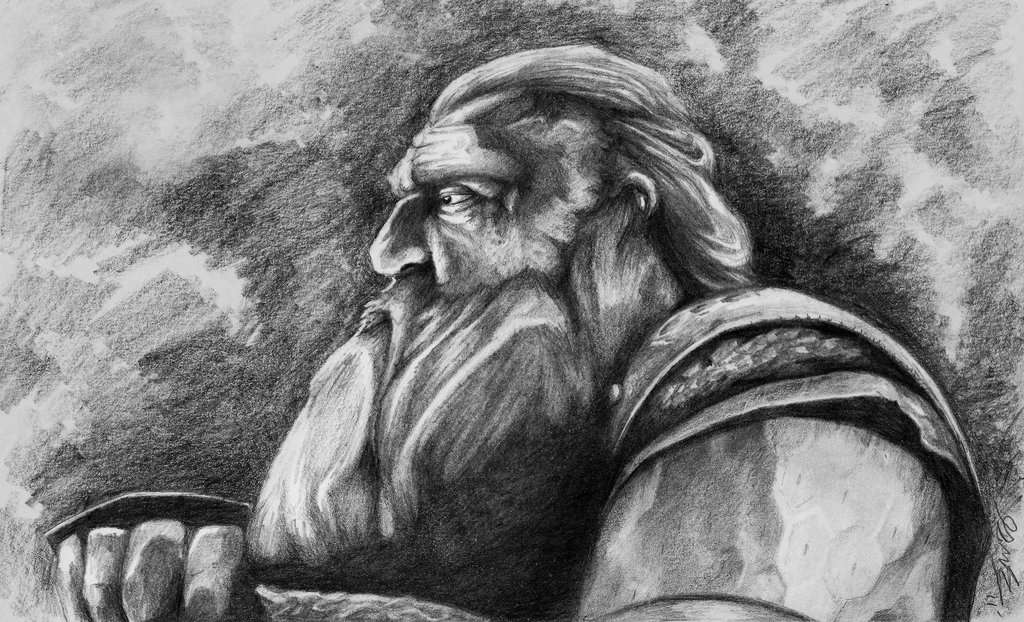
Gimli, fils de Glóin
(illustration de Perrie Nicholas Smith).

Les Nains sont des créatures humanoïdes de petite taille, vraisemblablement entre quatre et cinq pieds de haut (entre 1 mètre 20 et 1 mètre 50). Ils sont robustes, font d'excellents combattants et sont dotés d'une grande résistance à la faim et à la douleur. Leur espérance de vie moyenne est de deux cent cinquante ans. Un aspect important de leur physique est leur barbe, qu'ils ne rasent jamais et qui est portée par les hommes comme par les femmes.
Les Nains sont un peuple fier, renfermé et secret, mais il leur arrive d'enseigner leur savoir à d'autres peuples avec lesquels ils entretiennent de bonnes relations, le plus souvent commerciales. C'est le cas des Elfes Gris de Beleriand au Premier Âge ou des Hommes du Rhovanion au Second Âge. Puisqu'ils vivent essentiellement sous terre, les Nains sont peu férus d'agriculture et d'élevage, préférant commercer avec les autres races pour obtenir ces biens. Ils sont dits être des amis loyaux, mais des adversaires rancuniers et tenaces, qui n'oublient jamais ni une insulte, ni une bonne action. Leur avarice est également réputée et forme l'un de leurs points faibles, par lequel ils sont corruptibles, comme le montre l'exemple des Anneaux de Pouvoir.

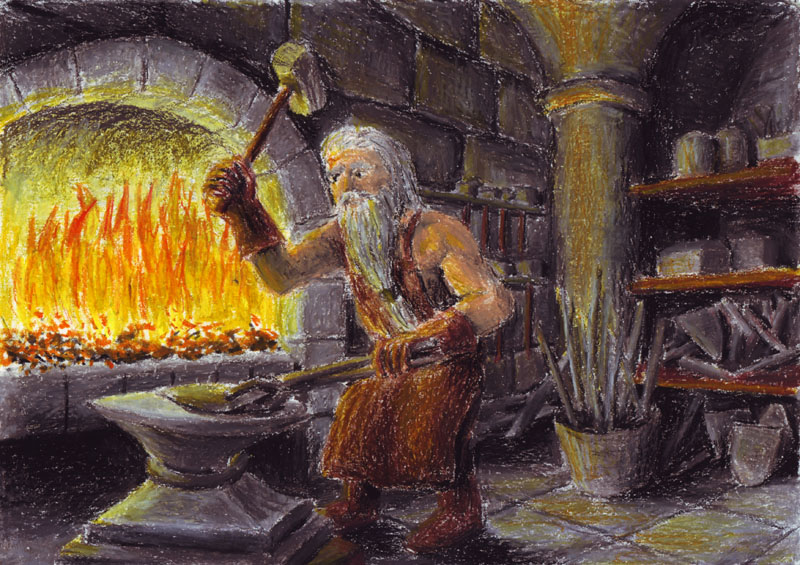
Thorin à la forge.

Les Nains minent et travaillent les métaux précieux et la pierre présents dans les montagnes de la Terre du Milieu avec un talent consommé, issu de leur concepteur, Aulë : au début du Quatrième Âge, ce sont eux qui reforgent les portes de Minas Tirith. Gandalf décrit l'or et les pierres précieuses comme les jouets des Nains et le fer comme leur serviteur — nul, pas même les Ñoldor, ne les surpasse dans la trempe de l'acier —, le métal qu'ils prisent entre tous étant le rarissime mithril, qui n'est exploité qu'à Khazad-dûm. Les Nains sont également de grands forgerons, créateurs de nombre d'armes renommées, comme Narsil, l'épée d'Elendil, qui est forgée par Telchar de Nogrod, ou Angrist, le poignard que Beren prend à Curufin et utilise pour extraire un Silmaril de la couronne de Morgoth.
Les Nains sont réputés pour leur prédilection pour la hache, mais ils emploient également des épées et des arcs. L'équipement des troupes de Dáin durant la bataille des Cinq Armées est décrit en détail dans Bilbo le Hobbit :

« Chacun de ses gens était revêtu d'un haubert d'acier qui lui descendait jusqu'aux genoux, et ses jambes étaient recouvertes de chausses faites de mailles d'un métal fin et flexible, dont le peuple de Dáin avait le secret. […] Au combat, ils maniaient de lourds bigots à deux mains ; mais chacun avait aussi au côté une courte et large épée et, suspendu dans le dos, un bouclier rond. »

### Les naines

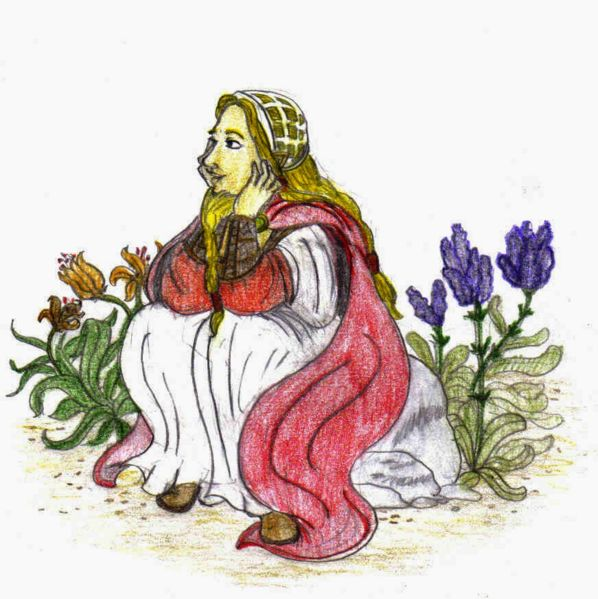
Dís

Les femmes naines ont rarement été vues par les autres races, car elles quittent rarement les villes naines et ressemblent tellement à leurs époux, barbe comprise, que les distinguer se révèle impossible. La seule naine connue est Dís, la sœur de Thorin II Écu-de-Chêne, réputée pour la vaillance de ses fils Fíli et Kíli, morts durant la bataille des Cinq Armées en défendant leur oncle. Certains Hommes croient donc que les Nains naissent de la pierre, et qu'à leur mort, ils retournent à la pierre, ce qui est faux.
Les naines ne constituent qu'un tiers de la population totale, et à peine un tiers des nains mâles contracte un mariage, qui est indissoluble. Les autres, soit qu'ils désirent une naine déjà mariée ou qu'ils aiment trop leur travail pour songer à se marier, restent célibataires. La croissance de la population naine est donc très lente, et pour peu qu'une catastrophe s'abatte sur elle, sa survie est en péril — il y a fort à parier que la bataille d'Azanulbizar, bien qu'elle ait été une victoire naine, causa une catastrophe démographique.

### Noms
Dans leur langue, le khuzdul, les Nains se donnent le nom de Khazâd, un dérivé de la racine trilitère KH-Z-D, qu'Edouard Kloczko rapproche de l'adûnaic hazad « sept », le peuple nain se divisant à l'origine en sept clans. Avant le lever du Soleil, les Sindar du Beleriand adaptent ce terme dans leur langue, ce qui donne le mot Hadhod ; mais entre eux, ils se réfèrent aux Nains en les appelant Naugrim, « Peuple chétif ». Pour désigner un membre de cette race, ils utilisaient le terme Nogoth, Noegyth au pluriel (le pluriel de classe Nogothrim étant parfois employé comme synonyme de Naugrim). Un autre terme est encore employé : celui de Dornoth, « Peuple rigide », en référence à leur caractère comme à leur robustesse.
Au Premier Âge, lorsque les Ñoldor reviennent en Terre du Milieu, ils adaptent à leur tour le mot Khazâd dans leur langue, le quenya, ce qui donne Kasar, Kasari au pluriel. Ils reprennent également les termes sindarins, nommant Nauko ou Norno (ce dernier étant le moins péjoratif) un membre de la race des Nains, et Naukalië ou Nornalië la race tout entière.
En anglais, le pluriel le plus communément répandu de dwarf est dwarfs. Toutefois, Tolkien emploie presque systématiquement la forme dwarves, sur le modèle d'autres noms anglais terminés en -f qui font leur pluriel en -ves. Il a du mal à faire respecter ce choix auprès des imprimeurs, qui corrigent souvent ses dwarves en dwarfs. Tolkien n'est pas le premier à employer la forme dwarves (l'Oxford English Dictionary documente son usage dès 1818), mais il a certainement contribué à sa démocratisation dans le domaine de l'imaginaire, malgré la concurrence des Seven Dwarfs de Walt Disney.
Tolkien note également que le véritable pluriel correct de dwarf, celui qui respecterait l'évolution phonétique de la langue, serait plutôt dwarrows ou dwerrows, de la même façon que celui de man est men. Il explique dans l'appendice F du Seigneur des anneaux ne pas l'avoir utilisé en raison de son caractère trop archaïque, mais dwarrow apparaît néanmoins dans Dwarrowdelf, traduction en anglais de Phurunargian, le « véritable » nom westron de la Moria, également censé être archaïque.

### Histoire
À la différence des Elfes et des Hommes, les Nains ne sont pas comptés parmi les Enfants d'Ilúvatar. Ils ont été conçus par le Vala Aulë qui désire avoir des apprentis à qui enseigner son savoir, mais est incapable d'attendre l'heure choisie pour la venue des Enfants. Il fabrique les premiers Nains sous une montagne de la Terre du Milieu, pour ne pas être vu des autres Valar. Il est cependant vu d'Ilúvatar, qui lui montre que ses Nains sont incapables d'agir indépendamment de sa volonté : seul Ilúvatar peut conférer le libre arbitre à ses créations. Aulë se repent et s'explique, et Ilúvatar accepte les Nains dans sa création, en faisant ses enfants adoptifs et leur conférant une volonté propre, à la condition qu'ils dorment dans un profond sommeil qui ne cessera qu'avec l'arrivée des enfants d'Ilúvatar.

L'emblème de la maison de Durin, visible sur les portes de la Moria.

La plupart des Nains mentionnés dans l'œuvre de Tolkien appartiennent au peuple de Durin ou Longues-barbes, la maison fondée par Durin Ier et dont la cité maîtresse est Khazad-dûm. Ils ne forment cependant qu'une partie de la race naine, qui est divisée en sept clans, tous issus d'un Père. Après qu'Eru a adopté les créations d'Aulë, ce dernier les place par paires (sauf Durin, qui est seul) dans des lieux souterrains de la Terre du Milieu, où ils doivent se réveiller après l'éveil des Elfes, condition imposée à Aulë par Ilúvatar.
Les sept maisons des Nains sont :
- les Longues-barbes (Longbeards), dont le père, Durin, s'éveille au mont Gundabad, au nord des Monts Brumeux ;
- les Barbes-de-feu (Firebeards) et les Torses-larges (Broadbeams), dont les pères s'éveillent vraisemblablement aux alentours du mont Dolmed, dans les Montagnes Bleues ;
- les Poings-de-fer (Ironfists) et les Barbes-raides (Stiffbeards), dont les pères s'éveillent dans un lieu inconnu de l'est de la Terre du Milieu ;
- les Boucles-noires (Blacklocks) et les Pieds-de-pierre (Stonefoots), dont les pères s'éveillent dans un lieu inconnu de l'est de la Terre du Milieu.

Dans le même texte où apparaissent ces noms, Tolkien indique que la distance séparant Gundabad des lieux d'éveil des quatre derniers pères est égale ou supérieure à celle séparant Gundabad des Montagnes Bleues, soit la largeur de l'Eriador (environ 700 miles, plus de 1 100 kilomètres).
Il existe également un huitième groupe de Nains : les Nœgyth Nibin ou Petits-Nains (Petty-dwarves), des Nains exclus de leurs cités qui sont les premiers à peupler le Beleriand, où ils sont plus tard chassés comme des animaux par les Sindar. Ils s'éteignent avant la fin du Premier Âge, leur dernier représentant, Mîm, étant tué par Húrin Thalion dans les ruines de Nargothrond.

### Langues et systèmes d'écriture
La langue naine, création d'Aulë, se nomme le khuzdul. C'est une langue que les Nains traitent avec amour, lui apportant rarement des changements, et qu'ils sont peu enclins à enseigner à d'autres races. Du peu qu'ils connaissent, les Hommes considèrent cette langue comme trop complexe, tandis que les Elfes, en particulier les Sindar, la trouvent disgracieuse. Cependant, quelques Ñoldor, comme Curufin, cinquième fils de Fëanor, ou Pengolodh, ont appris cette langue. Mais généralement, les Nains préfèrent apprendre la langue des peuples avec qui ils doivent commercer, plutôt que de leur enseigner la leur, allant jusqu'à ne pas inscrire leur nom en Khuzdul sur leurs propres tombes. Ils utilisent donc principalement le sindarin au Premier Âge et le westron au Troisième.
Les Nains utilisent également un langage des signes, l'iglishmêk, qui, à la différence du khuzdul, varie énormément entre tribus. Il est principalement employé à des fins de secret, afin de ne pas être compris de la part d'étrangers.
Pour écrire, les Nains emploient les cirth, un système d'écriture inventé par l'Elfe Gris Daeron de Doriath. Certains utilisaient également les tengwar, comme Ori dans le Livre de Mazarbul.

## Adaptations et héritages

### Influence sur lafantasyultérieure
Le stéréotype du nain dans les jeux de rôle, ainsi que dans une partie des ouvrages de fantasy ultérieurs, doit beaucoup à Tolkien.